# André Lafont de Cavagnac
André Lafont de Cavaignac est un homme politique français né le 21 février 1779 à Layrac (Lot-et-Garonne) et décédé le 30 décembre 1844.

## Biographie
André Jacques Elisabeth Lafont de Cavaignac est le fils de Moïse Lafont, mousquetaire, et d'Elizabeth Saunders. Il épouse en premières noces le 29 février 1816 à La Rochelle la fille aînée – Amélie – de Samuel de Missy, ancien négociant armateur, de religion protestante.
Militaire de carrière, il termine sa carrière comme commandant de l'artillerie de la garde royale, avec le grade de maréchal de camp. 
Il est député de Lot-et-Garonne de 1821 à 1831, siégeant dans la majorité soutenant la Restauration.
Il a, avec le général Semellé, son collègue à la Chambre, un duel provoqué à la séance du 28 mars 1822, dans la discussion du budget, par ces paroles du général Lafont : « Rien n'est plus déplacé que l'éloge de l'assassin du duc d'Enghien sous les voûtes de ce palais, patrimoine des Condé; » il avait aussi parlé « des esprits orgueilleux qui ne veulent reconnaître aucun droit à la clémence royale ». Le général Sémélé s'écria : « Vous insultez des gens qui valent mieux que vous; vous êtes un être vil, c'est moi qui vous le dis. » Un duel au pistolet eut lieu le 31 mars ; chacun des combattants tira trois balles sans résultat.

## Sources
- « André Lafont de Cavagnac », dans Adolphe Robert et Gaston Cougny, Dictionnaire des parlementaires français, Edgar Bourloton, 1889-1891 [détail de l’édition]